# 訃報 2003年3月
訃報 2003年3月（ふほう 2003ねん3がつ）では、2003年（平成15年）3月中に物故した、又は物故が報じられた人物についてまとめる。

## （1日 - 15日）

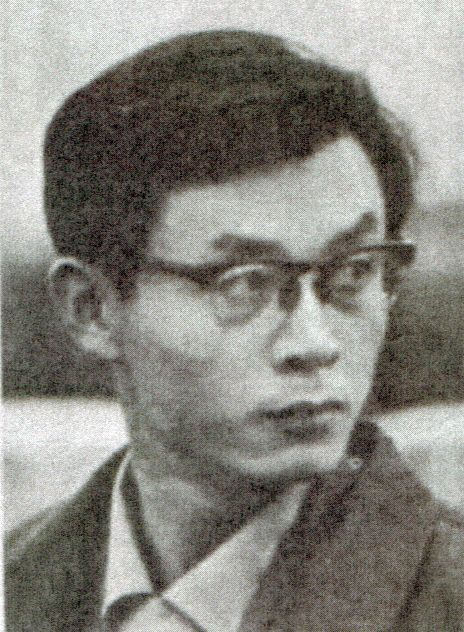
黒岩重吾／3月7日没

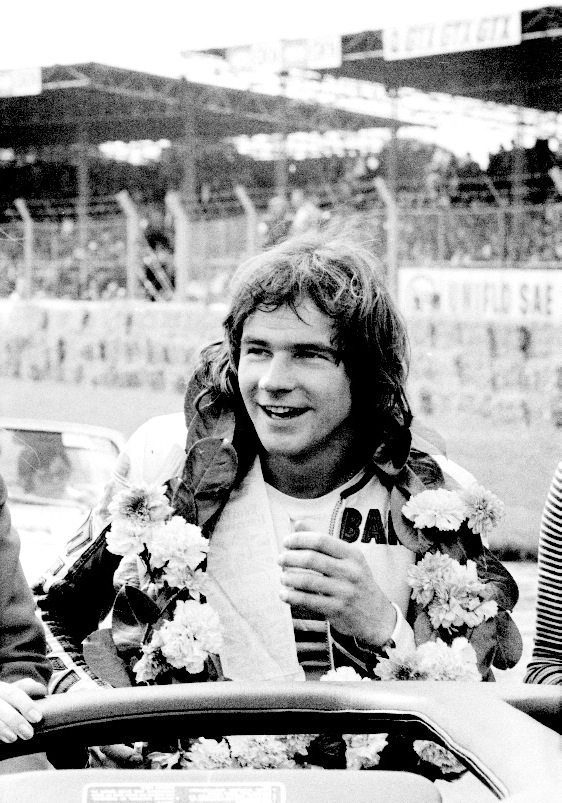
バリー・シーン／3月10日没

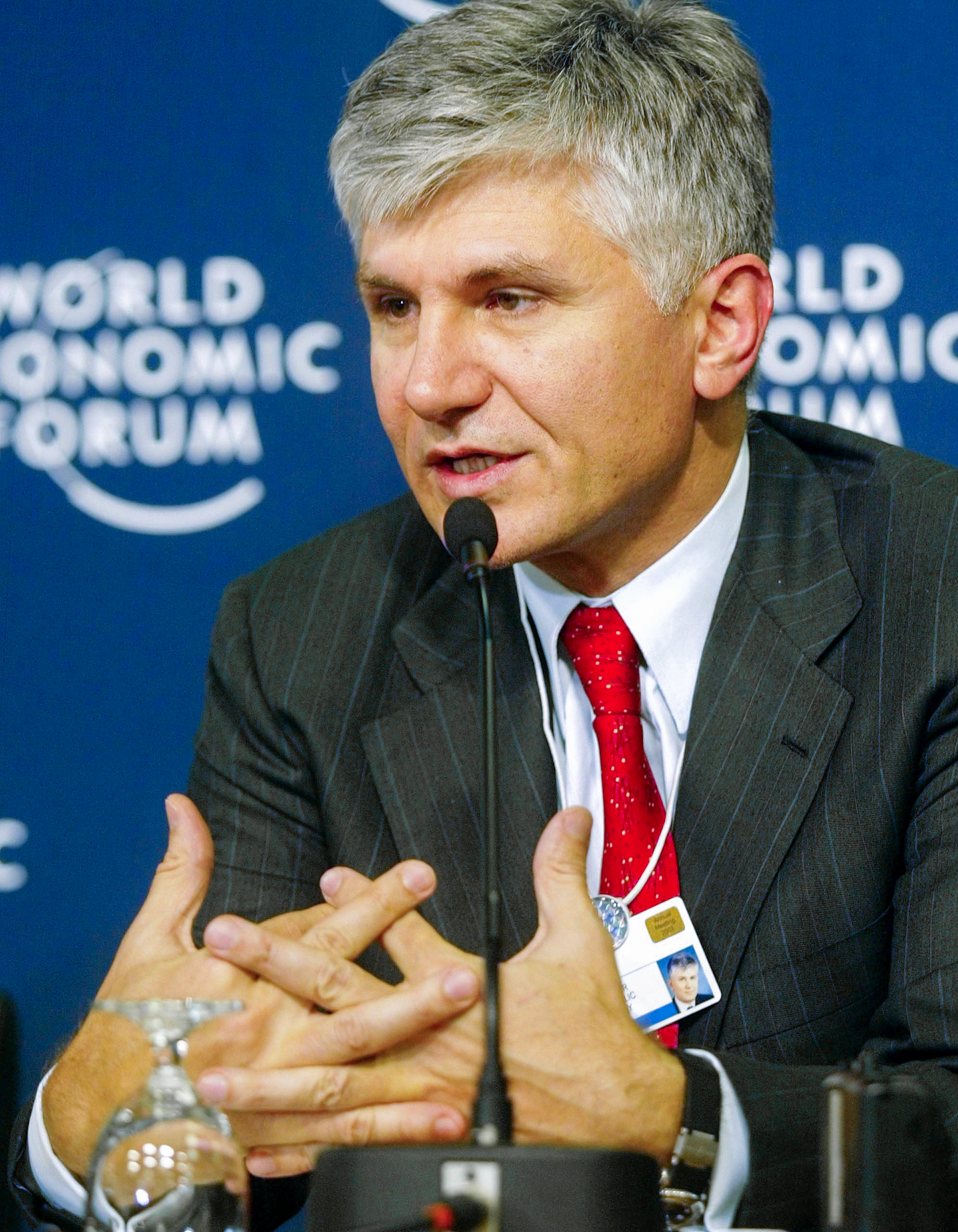
ゾラン・ジンジッチ／3月12日没

- 3月1日 - 藤田進、政治家（* 1913年）
- 3月2日 - 生島治郎、小説家（* 1933年）
- 3月4日 - セバスチアン・ジャプリゾ、作家（* 1931年）
- 3月6日 - 小金丸幾久、彫刻家（* 1915年）
- 3月7日 - 黒岩重吾、作家（* 1924年）
- 3月9日 - 矢頭高雄、元プロ野球選手（* 1934年）
- 3月10日 - 下村一夫、照明技師（* 1921年）
- 3月10日 - バリー・シーン、元オートバイレーサー（* 1950年）
- 3月11日 - 日暮雅信、作曲家（* 1927年）
- 3月12日 - ゾラン・ジンジッチ、政治家、セルビア共和国首相（* 1952年）
- 3月14日 - 鈴木真砂女、俳人（* 1906年）

## （16日 - 31日）

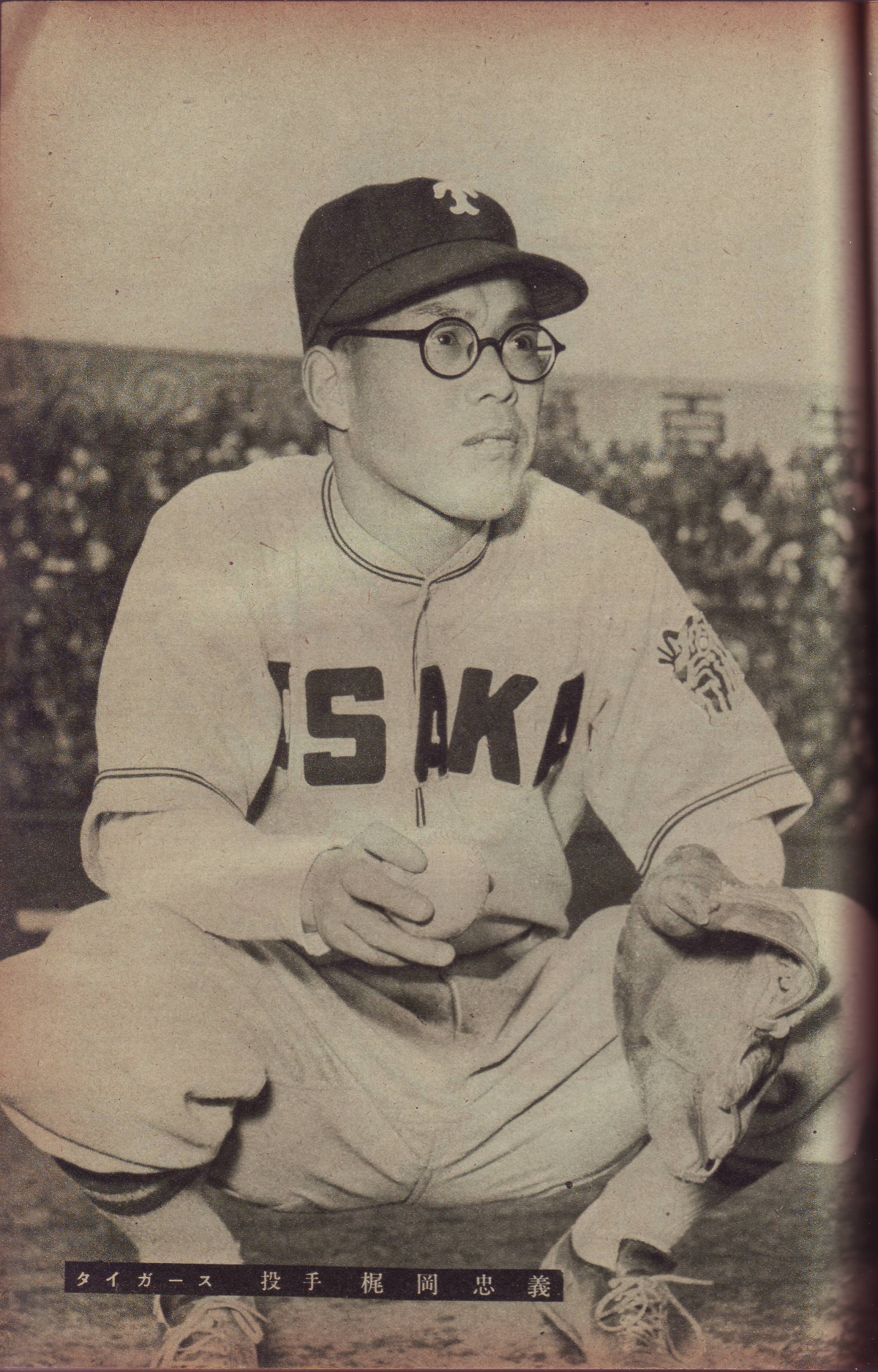
梶岡忠義／3月23日没

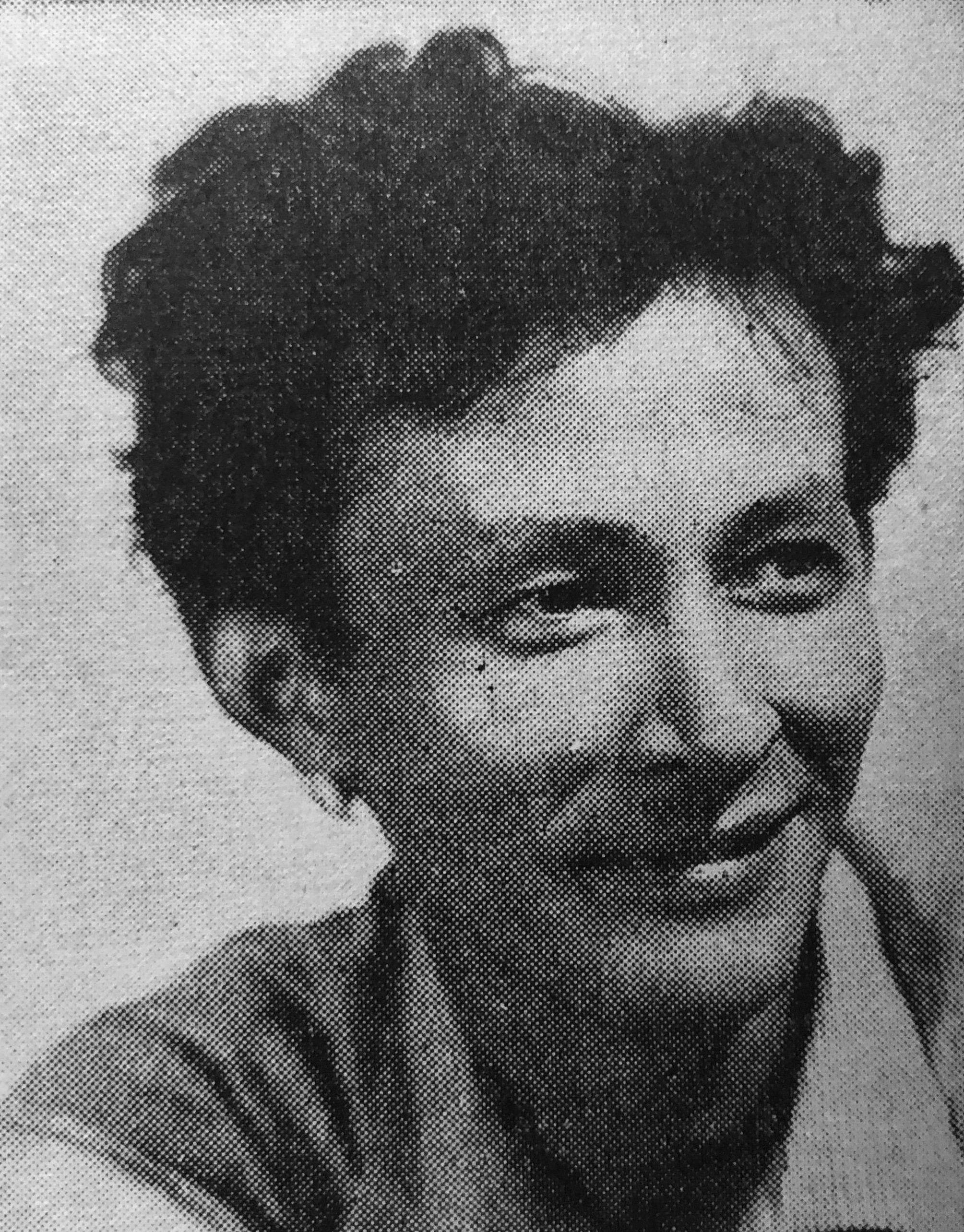
天本英世／3月23日没

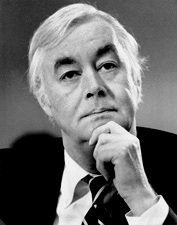
ダニエル・パトリック・モイニハン／3月26日没

- 3月19日 - 小野正一、元プロ野球選手（* 1933年）
- 3月22日 - 橘田規、プロゴルファー（* 1934年）
- 3月23日 - 梶岡忠義、元プロ野球選手（* 1920年）
- 3月23日 - 天本英世、俳優（* 1926年）
- 3月25日 - 古尾谷雅人、俳優（* 1957年）
- 3月26日 - ダニエル・パトリック・モイニハン、政治家・社会学者（* 1927年）
- 3月29日 - カルロ・ウルバニ、SARSを新病と認定した医師（* 1956年）